# L'illa del Dr. Moreau (pel·lícula de 1996)
L'illa del Dr. Moreau (títol original: The Island of Dr. Moreau) és una pel·lícula estatunidenca dirigida per John Frankenheimer, estrenada el 1996, adaptació del llibre L'Illa del doctor Moreau (1896) de H. G. Wells. Ha estat doblada al català.

## Argument
Únic supervivent de l'estavellament d'un avió, Edward Douglas és recollit en una illa dels mars del sud per un personatge singular: el doctor Moreau. Descobreix amb espant que l'illa està poblada de criatures monstruoses, mig homes mig babaus, que viuen sota el domini de Moreau i de Montgomery, el seu ajudant. Aviat, aquests monstres prenen consciència de la seva força, s'amotinen i acaben per dominar l'illa. Moreau i Montgomery són morts, però Douglas arriba a fugir.

## Repartiment
- Marlon Brando: Dr. Moreau
- Val Kilmer: Montgomery
- David Thewlis: Edward Douglas
- Fairuza Balk: Aissa
- Ron Perlman: Portaveu de la llei
- Marco Hofschneider: M'Ling
- Temuera Morrison: Azazello
- William Hootkins: Kiril
- Daniel Rigney: Hyena-Swine
- Nelson de la Rosa: Majai
- Peter Elliott: Assassimon
- Mark Dacascos: Lo-Maig
- Miguel López: Waggdi
- David Hudson: L'home bisó

## Premis i nominacions
- Nominació al premi al millor film de ciència-ficció i millor maquillatge (Stan Winston i Shane Mahan), per l' Acadèmia de Cinema de Ciència-ficció, Fantasia i Terror 1997.
- Premi al més dolent segon paper masculí (Marlon Brando) i nominacions als premis al film més dolent, director més dolent, guió més dolent i segon paper masculí més dolent (Val Kilmer), en els premis Razzie 1997.

## Al voltant de la pel·lícula
- Val Kilmer havia de ser inicialment una de les estrelles del film, però hagué de desistir perquè llavors estava en ple divorci. Qui el va reemplaçar, Rob Morrow, va acabat per desistir al seu torn, i Val Kilmer finalment va agafar el paper.[3]
- Ron Perlman va acceptar el paper perquè somiava actuar des de feia molt de temps amb el seu ídol, Marlon Brando.[3]
- Richard Stanley havia escrit el guió i inicialment havia de dirigir el film. Quan va dimitir, John Frankenheimer va reescriure en part el guió. Marlon Brando tenia un dret de lectura.[3]
- Marlon Brando no coneixent el seu text i afligit pel suïcidi de la seva filla Cheyenne Brando, treballava amb una auriculars que li dictaven les seves rèpliques.
- Fairuza Balk va rebutjar enlletgir amb pròtesis que deformarien massa el seu rostre.[3]
- El film va ser rodat a Queensland a Austràlia. Ha costat aproximadament 40 milions de dòlars.
- Les escenes amb Marlon Brando van ser rodades a Los Angeles, a Califòrnia.
- Els maquillatges i creacions de mascares de monstres com les del film, són des d'aleshores utilitzats en telefilms estatunidencs.

## Crítiques
- "Condensada versió del clàssic de Wells"[4]
- "Una vergonya per tots els implicats (...) la pel·lícula està farcida de colossals errors de repartiment"[5]